# Bulak
Bulak (arab: بولاق = Būlāq) – dzielnica Kairu w Egipcie, położona na północ od centrum. Nazwa pochodzi od koptyjskiego słowa oznaczającego bagna.
Zmieniające się koryto Nilu utworzyło piaszczystą mieliznę, która zamieniła się w wyspę, a po zamuleniu kanału połączyła się ze wschodnim brzegiem. W poł. XIV w. Bulak stał się portem przeładunkowym dla statków eksportujących przyprawy. W latach 20. XIX w. powstały tkalnie, stocznie, odlewnie i liczne inne manufaktury. Turcy osmańccy zakazali wolnego handlu, co doprowadziło do ich upadku.
W 1858 przeniesiono do Bulak Egipskie Muzeum Starożytności, które funkcjonowało w tym miejscu do 1902.
Obecnie w Bulak ma swoją siedzibę telewizja, gazeta Al-Ahram, World Trade Centre, Egipski Bank Narodowy i ormiańska szkoła Kalousdian. W mieście powstały małe warsztaty i bloki mieszkalne. Zlokalizowane są tutaj również: hotele Ramses Hilton, Cairo Plaza, meczety Sinana Paszy z XVI w. i Abu’I’Illa oraz dawne stajnie Muhammada Alego paszy. W dzielnicy znajduje się dworzec autobusowy, stacje metra Bulaq, przystań rzeczna Maspero, Wikalit al-Balah Market.

## Galeria

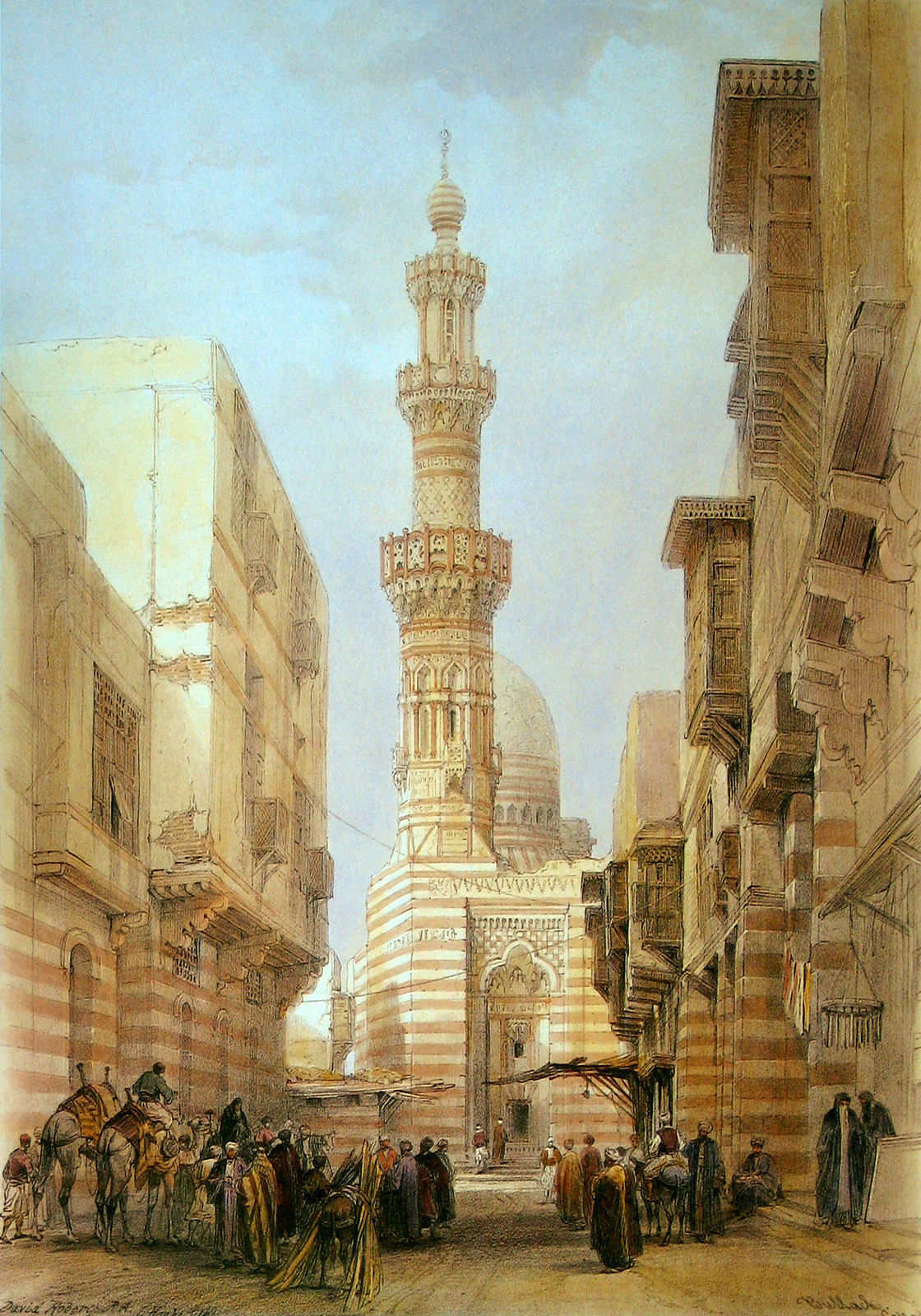
Meczet w Bulaku
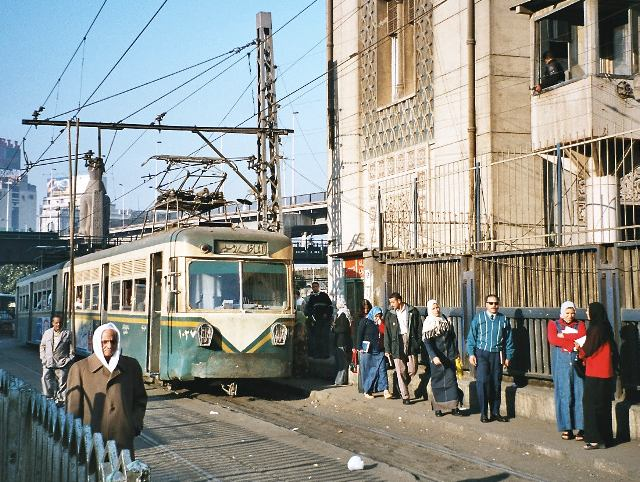
Przystanek tramwajowy w Bulaku